# 高木信
高木 信（たかぎ まこと、1963年11月10日 - ）は、日本の日本文学研究者。相模女子大学学芸学部教授。日本文学協会・物語研究会・中世文学会所属。

## 概要
滋賀県生まれ。名古屋大学大学院文学研究科（博士後期課程）国文学専攻満期退学。1996年名古屋大学博士（文学）取得。
1993年から2008年まで学校法人東海学園東海高等学校の教員を勤める。その後、2008年から相模女子大学教員として勤務。
専門は中世文学および古典、日本語文学、文学理論、ジェンダー論、国語教育。

## 著書

### 単著
- 『平家物語・想像する語り』（森話社） 2001
- 『平家物語・装置としての古典』（春風社） 2008
- 『「死の美学化」に抗する『平家物語』の語り方』（青弓社） 2009
- 『亡霊たちの中世 引用 語り 馮在』（水声社） 2020
- 『亡霊論的テクスト分析入門』（水声社） 2021

### 共編著
- 『テクストの性愛術 物語分析の理論と実践』（安藤徹共編著、森話社） 2000
- 『読む。平家物語』（文学と表現研究会共編著、武蔵野書院） 2003
- 『テクスト論と国語教育』（鈴木泰恵ほか共編著、ひつじ書房） 2009
- 『可能性としてのリテラシー教育 - 21世紀の〈国語〉の授業にむけて』（助川幸逸郎編、ひつじ書房） 2011
- 『記憶の創生 〈物語〉1971 - 2011』（物語研究会編、翰林書房） 2012
- 『〈紫式部〉と王朝文芸の表現史』（高橋亨編、森話社） 2012
- 『日本文学からの批評理論 亡霊・想起・記憶』（安藤徹ほか共編著、笠間書院） 2014